# Лесбос (ном)
Ле́сбос (греч. Λέσβος) — ном в Греции, в группе Северных Эгейских островов.
Состоит из островов Лесбос, Лемнос и Айос-Эфстратиос. Столица — Митилини, на острове Лесбос.